# NGC 6962
NGC 6962 ist eine Balken-Spiralgalaxie vom Hubble-Typ SBab im Sternbild Aquarius auf dem Himmelsäquator. Sie ist schätzungsweise 195 Millionen Lichtjahre von der Milchstraße entfernt.
Das Objekt wurde am 12. August 1785 von Wilhelm Herschel entdeckt.